# Тацен
Тацен (словен. Tacen, також Тацень (словен. Tacenj); нім. Tazen) — поселення (раніше окреме) у північно-західній частині Любляни та центральній частині Словенії. Знаходиться на території Верхньої Крайни, включений до Осреднєсловенського регіону. Включає в себе сільські поселення На Ґршкем (словен. Na Grškem), Сіге (словен. Sige), Брег та Гора Святої Марії (словен. Šmarna Gora).

## Географія
Є кластерним поселенням біля підніжжя гори Святої Марії (словен. Šmarna gora); розташоване на лівому березі Сави навпроти колишнього села Брод. Село На Ґршкем лежить безпосередньо над Савою, Сіге — на захід уздовж дороги на Викрче (словен. Vikrče), а Брег (або В Брегу) — на схилі гори Святої Марії вздовж Брезького потоку (словен. Bregarski graben), який є притокою Сави. Село Гора Святої Марії знаходиться на вершині пагорба. Ґрунти Тацена здебільшого піщані; в напрямку Сави простягаються масиви полів.

## Назва
Вперше згадується в письмових джерелах у 1283 під назвою Taezzen (у 1299 — Taezen, у 1368 — Taczen, у 1431 — Taczn, у 1456 — Däczen, у 1477 — Tatzen, у 1642 — Täznim). Походження назви точно не з'ясоване. Можливо, назва походить від словенського слова tac, що означає податок, вказуючи на значну роль поселення у збиранні або сплаті податків. Друга можлива версія — походження від слова tast (тесть), вказуючи на особливості сімейних стосунків. Третя версія — від імені Tatьcь; відсилається до ранніх мешканців. Німецький варіант назви поселення — Tazen.

## Історія

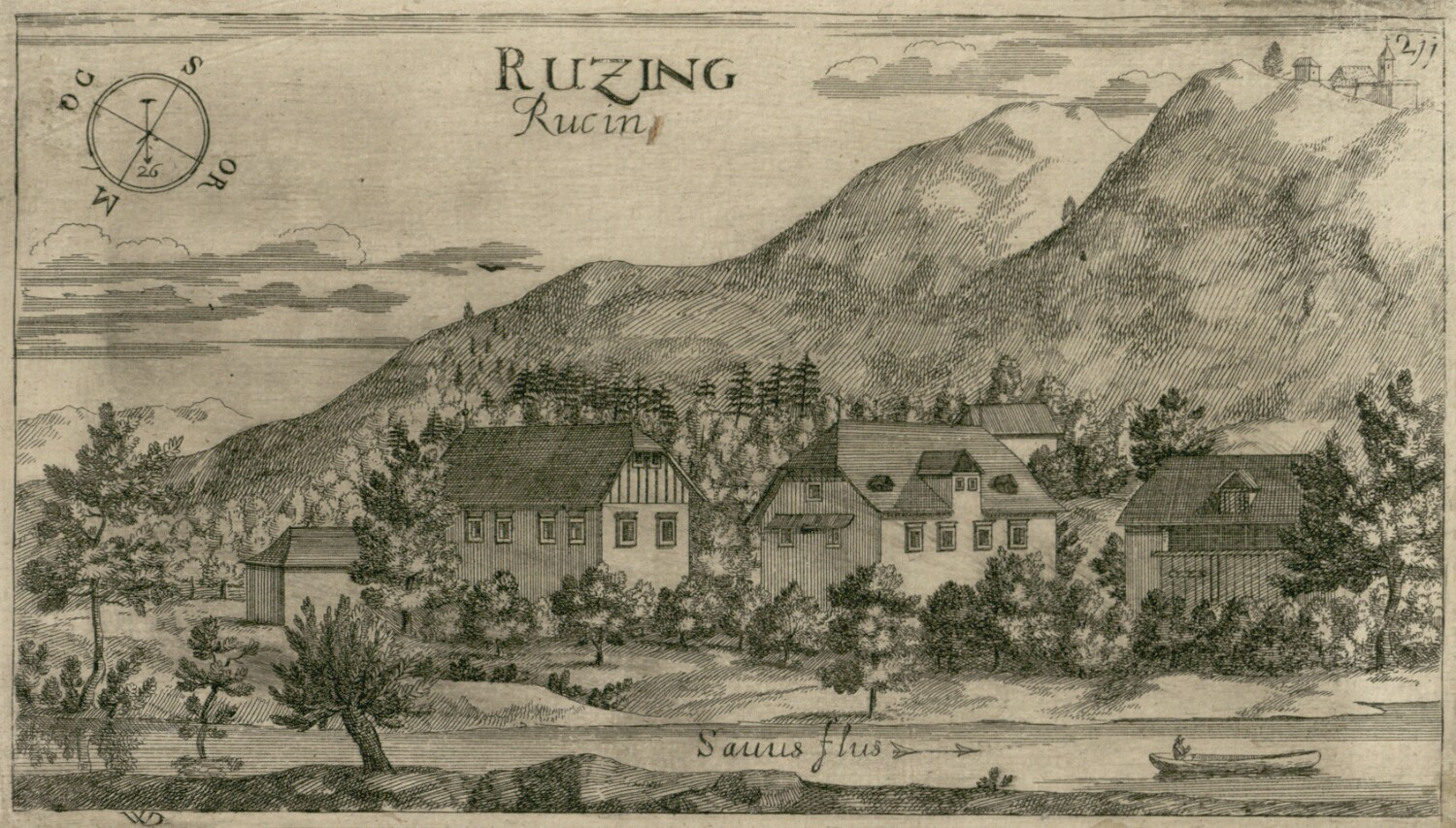
Маєток Рочен, 1679

У доісторичні часи, імовірно, на горі Святої Марії існувало поселення. Через територію Тацена проходила дорога до Смледника, прокладена в давньоримські часи. Згідно з історичним джерелом, датованим 1216, на території поселення в цей час знаходилась фортеця. В епоху Середньовіччя сусідня з Таценом гора Святої Марії слугувала місцем розведення вогнищ, якими попереджалися атаки Османської імперії. У 1541 був прокладений урядовий торговельний шлях через Тацен, завдяки якому поселення отримало право збирати платню за переправу через Саву. У 1569 поромне сполучення у Тацені перейшло під керівництво податкової служби Любляни. Маєток Рочен (нім. Rutzing; у більш ранніх джерелах згадується під назвою Ручно) знаходиться під горою Святої Марії; вперше згадується в письмових джерелах у 1553. У 1930 маєток був викуплений францисканцями, після чого тут був розміщений монастир. Після Другої світової війни будівля була конфіскована та перетворена в поліцейську школу; при цьому застосовувалась примусова праця католицьких священників, визнаних політичними в'язнями. У 1844-48 бароном Францем Лазаріні був збудований дерев'яний платний міст через Саву, який отримав назву міст Святої Марії; він був зруйнований річковою течією у 1907. Після цього до 1910 функціонувало поромне сполучення. У 1910 був збудований металевий міст. У 1929 родина Сойніг збудувала в Тацені фабрику Сета, на якій виготовлялися металеві інструменти й матеріали для взуття; після Другої світової війни фабрику було конфісковано. У 1958 заклад був реорганізований у фабрику Кот. У 1996 фабрика збанкрутіла. У ХХ столітті перестали функціонувати також два водяних млини на Саві — Чешенський (словен. Česnov mlin) та Мачецький (словен. Mačkov mlin). Протягом 1971—1975 проводилась екстенсивна забудова території Тацена. У 1983 поселення увійшло до складу Любляни.

## Церква

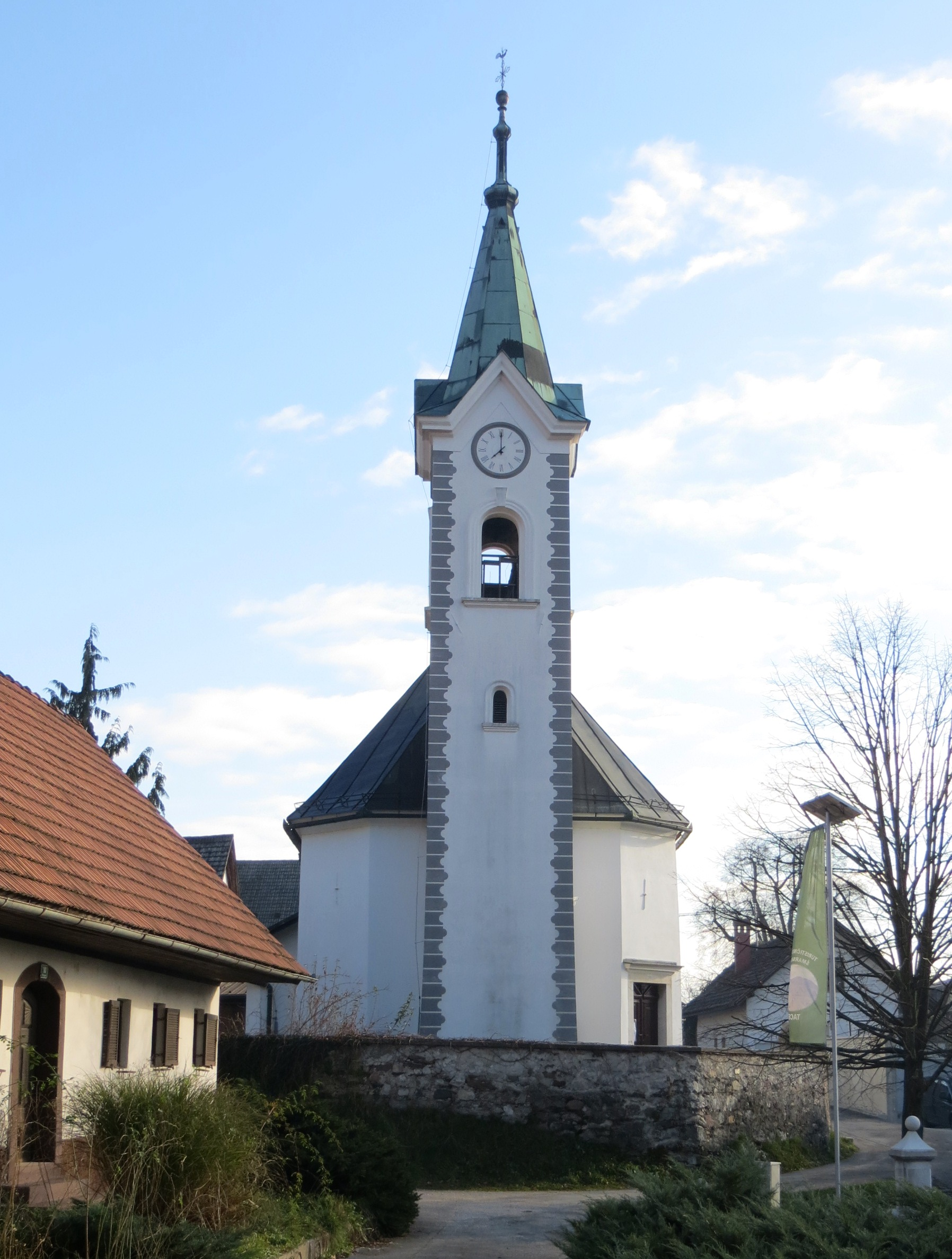
Церква святого Георгія

Церква в Тацені присвячена святому Георгію; вперше згадана в письмових джерелах у 1526. Початково була збудована в готичному стилі, однак у першій половині XVII століття реконструйована у стилі бароко. Патрони церкви — власники маєтку Рочен — поховані на її території. У другій половині XVIII століття церква була повторно реконструйована.

## Спорт та відпочинок
У 1948 тут були вперше проведені перегони на каяках. Дамба, споруджена для гідроелектростанції, уможливлює контролювання рівня води. У 1955 та 1991 були проведені чемпіонати світу; проводяться також щорічні національні та інтернаціональні змагання.

## Видатні особи
- Павла Брунчко (нар. 1921) — акторка[2]
- Міха Новак (1899—1941) — партизан[2]
- Якоб Прешерен (1777—1837) — дядько поета Франце Прешерена[2]
- Йоже Шилк (нар. 1922) — експерт з сільського господарства[2]
- Іван Томшич (1902—1976) — юрист[2]